# Еліми

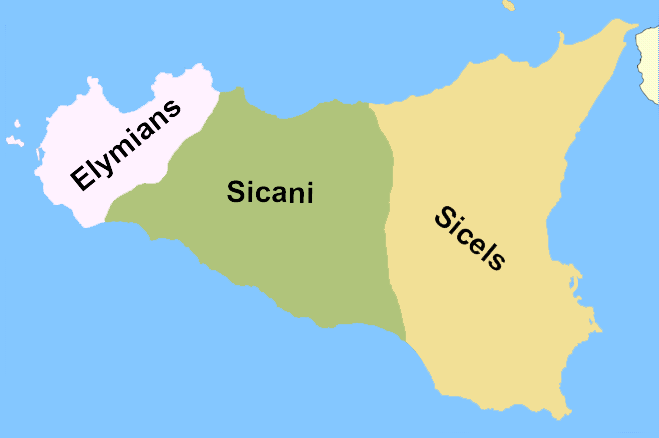
Схема розселення догрецьких народів Сицилії (зліва направо: Еліми, Сікани, Сікули)

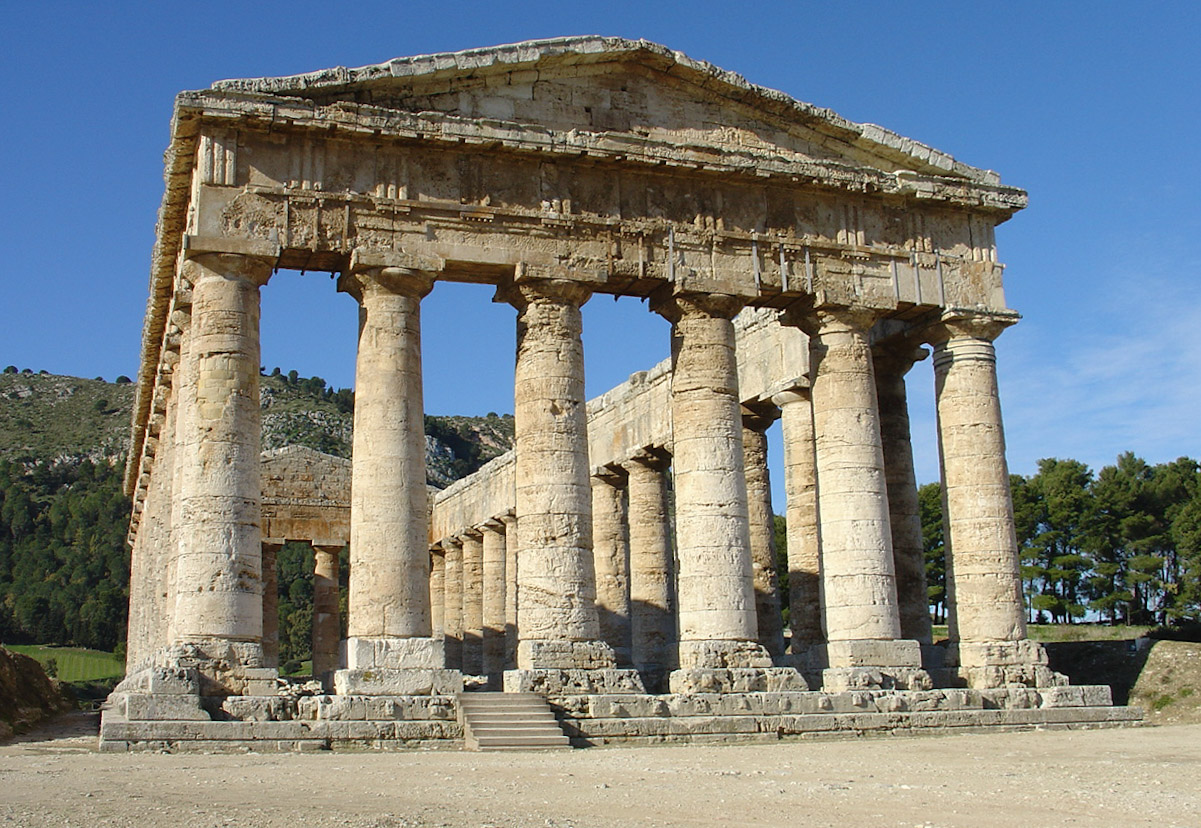
Елімський храм, Сегеста, Сицилія

Еліми (грец. Ἔλυμοι, лат. Elymi) — один з трьох найдавніших відомих з історичних джерел народів Сицилії. Населяли західну частину острова в період бронзової доби та класичної античності.

## Походження
Антонін Ліберал писав, що еліми раніше мешкали на півдні Італії, однак вимушені були переселитись на Сицилію у зв'язку з масовою міграцією енотрів в місця їх проживання.
Давньогрецькі джерела, наприклад, Фукідід, пишуть про елімів як про нащадків вихідців із Трої, які переселились в Сицилію, та змішавшись із місцевими сіканами, утворили новий народ. Вергілій пише, що похід елімів із Трої в Сицилію очолював герой Ацест.
Вочевидь еліми могли брати участь у переселенні «народів моря». Принаймні археологічні знахідки недавніх років засвідчують про анатолійське походження елімів. Водночас еліми, швидше за все, не належали до носіїв анатолійських мов. 
За археологічними пам'ятками залізної доби елімів доволі важко відрізнити від їх сусідів, а пізніше вони засвоюють культуру грецьких колоністів, будують храм в Сегесті та переймають грецьку абетку. Написів на елімській мові не багато й досі вони не дешифровані.

## Територія проживання

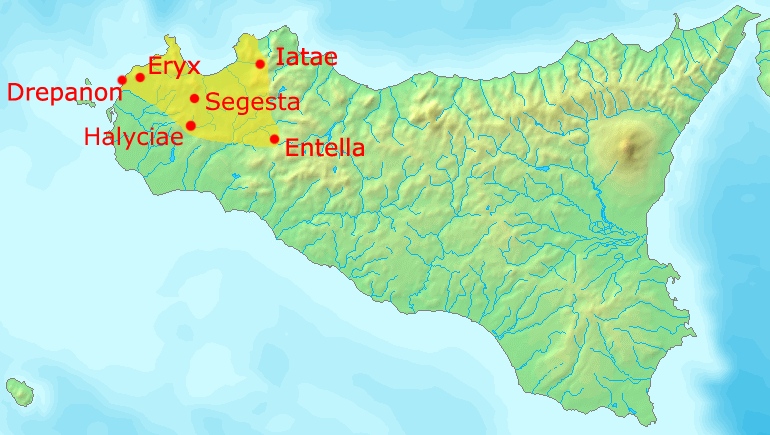
Мапа основних поселень елімів

Еліми мешкали на заході Сицилії разом з сіканами, фінікійськими та грецькими колоністами. Їх найважливішими містами були: Сегеста — їх політичний центр; Ерікс (сучасний Ериче) — релігійний центр; та Ентелле. Серед інших міст відомі Еліма, Галікія, Яти, Гіпана та Дрепана.

## Історія
Еліми підтримували дружні та союзні відносини з Карфагеном, однак часто конфліктували з грецькими колоністами на заході Сицилії, особливо із містом Селінунт. Прикордонні суперечки з Селінунтом призвели до декількох військових сутичок після 580 року до н.е. 
Наприкінці V ст. до н. е. еліми уклали союз з афінянами, який призвів до катастрофічної Сицилійської експедиції 415—413 років до н.е. Але врешті-решт - спільно із традиційними союзниками карфагенянами - у 409 році до н.е. таки зруйнували Селінунт.
Попри це, під час Першої Пунічної війни еліми встали на бік Риму проти карфагенян. При правлінні римлян елімам був даний привілейований статус, вони були звільнені від податків, враховуючи їх троянське походження, яке згідно з легендою про Енея ріднило їх з римлянами. Врешті еліми були асимільовані римлянами.